# Датоме, Луиджи
Луи́джи «Джи́джи» Дато́ме (итал. Luigi Datome; род. 27 ноября 1987 года в Монтебеллуне, Италия) — итальянский баскетболист, играющий на позиции лёгкого форварда.

## Карьера

### Клубная карьера
Баскетбольная карьера Датоме началась на Сардинии, в клубе «Санта-Кроче» из города Ольбия.
В 2003 году он перешёл в один из сильнейших итальянских клубов, «Монтепаски» из Сиены. С ним он в 2004 году стал чемпионом Италии и тогда же дебютировал в Евролиге. Однако закрепиться в основном составе Датоме не сумел и в сезоне 2006/2007 перешёл в клуб «Скафати», где отыграл полтора года. По итогам сезона 2007/2008 «Скафати» занял 18-е место и покинул Серию A.
Летом 2008 года перешёл в римский «Виртус». Там он стремительно прогрессировал, в сезоне 2008/2009 получив звание лучшего молодого игрока Серии A.

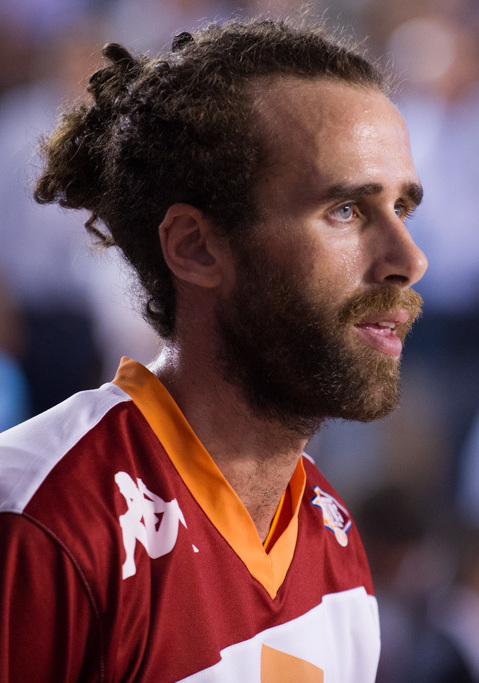
2013 год

В сезоне 2012/2013 был признан самым ценным игроком чемпионата Италии. В среднем за игру он набирал 16,4 очка и делал 5,6 подборов.
16 июля 2013 года подписал двухлетний контракт на сумму 3,5 млн долларов с клубом НБА «Детройт Пистонс».
14 января 2015 года был отправлен в клуб Лиги развития «Гранд-Рапидс Драйв», откуда «Детройт» вернул его через шесть дней.
19 февраля 2015 года вместе с Йонасом Йеребко был обменян в «Бостон Селтикс» на Тэйшона Принса. В последней игре регулярного сезона 2014/2015, в которой «Селтикс» обыграли «Милуоки Бакс», впервые появился на площадке НБА в стартовой пятёрке и установил личный рекорд результативности, набрав 22 очка. В том же сезоне принял участие в трёх матчах плей-офф НБА.
14 июля 2015 года Датоме, ставший свободным агентом, подписал двухлетний контракт с турецким клубом «Фенербахче».
5 июля 2017 года подписал трёхлетний контракт с «Фенербахче».
2 июля 2019 года подписал ещё одно продление контракта с турецким клубом до сезона 2021/2022.
30 июня 2020 года Датоме и «Фенербахче» расстались после пяти сезонов.
30 июня 2020 года подписал контракт с «Олимпия Милан» из баскетбольной Серии А (ЛБА).
7 июля 2023 года Датоме объявил о завершении карьеры после чемпионата мира-2023.

### Международная карьера
Выступал за молодёжные и юношеские сборные Италии с 2003 года. Дебютировал в команде юношей до 16 лет, затем играл за сборные до 18 и до 20 лет. Он участвовал в чемпионате Европы среди юношей до 16 лет в 2003 году, в чемпионате Европы среди юношей до 18 лет в 2004 и 2005 годах, став бронзовым призёром последнего чемпионата. Также он представлял Италию в составе сборной до 20 лет на чемпионате Европы 2006 года.
Регулярно привлекается к матчам национальной сборной Италии, в составе которой выступал на чемпионатах Европы 2007, 2009, 2013 и 2015 годов.

## Статистика

### Статистика в НБА
| Сезон                                                                                    | Команда | Регулярный сезон | Регулярный сезон | Регулярный сезон | Регулярный сезон | Регулярный сезон | Регулярный сезон | Регулярный сезон | Регулярный сезон | Регулярный сезон | Регулярный сезон | Регулярный сезон | Серия плей-офф | Серия плей-офф | Серия плей-офф | Серия плей-офф | Серия плей-офф | Серия плей-офф | Серия плей-офф | Серия плей-офф | Серия плей-офф | Серия плей-офф | Серия плей-офф |
| Сезон                                                                                    | Команда | GP               | GS               | MPG              | FG%              | 3P%              | FT%              | RPG              | APG              | SPG              | BPG              | PPG              | GP             | GS             | MPG            | FG%            | 3P%            | FT%            | RPG            | APG            | SPG            | BPG            | PPG            |
| ---------------------------------------------------------------------------------------- | ------- | ---------------- | ---------------- | ---------------- | ---------------- | ---------------- | ---------------- | ---------------- | ---------------- | ---------------- | ---------------- | ---------------- | -------------- | -------------- | -------------- | -------------- | -------------- | -------------- | -------------- | -------------- | -------------- | -------------- | -------------- |
| 2013/14                                                                                  | Детройт | 34               | 0                | 7,0              | 35,1             | 17,9             | 80,0             | 1,4              | 0,3              | 0,2              | 0,0              | 2,4              | Не участвовал  | Не участвовал  | Не участвовал  | Не участвовал  | Не участвовал  | Не участвовал  | Не участвовал  | Не участвовал  | Не участвовал  | Не участвовал  | Не участвовал  |
| 2014/15                                                                                  | Детройт | 3                | 0                | 5,7              | 41,7             | 25,0             | 0,0              | 1,3              | 0,7              | 0,3              | 0,0              | 3,7              | Не участвовал  | Не участвовал  | Не участвовал  | Не участвовал  | Не участвовал  | Не участвовал  | Не участвовал  | Не участвовал  | Не участвовал  | Не участвовал  | Не участвовал  |
| 2014/15                                                                                  | Бостон  | 18               | 1                | 10,7             | 49,4             | 47,2             | 100,0            | 1,4              | 0,4              | 0,1              | 0,4              | 5,2              | 3              | 0              | 4,7            | 33,3           | 0,0            | 0,0            | 0,3            | 0,3            | 0,0            | 0,0            | 1,3            |
|                                                                                          | Всего   | 55               | 1                | 8,1              | 41,4             | 36,1             | 81,8             | 1,4              | 0,4              | 0,1              | 0,1              | 3,4              | 3              | 0              | 4,7            | 33,3           | 0,0            | 0,0            | 0,3            | 0,3            | 0,0            | 0,0            | 1,3            |
| Наведите курсор мыши на аббревиатуры в заголовке таблицы, чтобы прочесть их расшифровку. |         |                  |                  |                  |                  |                  |                  |                  |                  |                  |                  |                  |                |                |                |                |                |                |                |                |                |                |                |

### Статистика в Д-Лиге
| Сезон                                                                                    | Команда      | Регулярный сезон | Регулярный сезон | Регулярный сезон | Регулярный сезон | Регулярный сезон | Регулярный сезон | Регулярный сезон | Регулярный сезон | Регулярный сезон | Регулярный сезон | Регулярный сезон | Серия плей-офф | Серия плей-офф | Серия плей-офф | Серия плей-офф | Серия плей-офф | Серия плей-офф | Серия плей-офф | Серия плей-офф | Серия плей-офф | Серия плей-офф | Серия плей-офф |
| Сезон                                                                                    | Команда      | GP               | GS               | MPG              | FG%              | 3P%              | FT%              | RPG              | APG              | SPG              | BPG              | PPG              | GP             | GS             | MPG            | FG%            | 3P%            | FT%            | RPG            | APG            | SPG            | BPG            | PPG            |
| ---------------------------------------------------------------------------------------- | ------------ | ---------------- | ---------------- | ---------------- | ---------------- | ---------------- | ---------------- | ---------------- | ---------------- | ---------------- | ---------------- | ---------------- | -------------- | -------------- | -------------- | -------------- | -------------- | -------------- | -------------- | -------------- | -------------- | -------------- | -------------- |
| 2014/15                                                                                  | Гранд-Рапидс | 3                | 0                | 25,3             | 43,8             | 46,2             | 85,7             | 7,0              | 0,7              | 0,0              | 1,0              | 13,3             | Не участвовал  | Не участвовал  | Не участвовал  | Не участвовал  | Не участвовал  | Не участвовал  | Не участвовал  | Не участвовал  | Не участвовал  | Не участвовал  | Не участвовал  |
|                                                                                          | Всего        | 3                | 0                | 25,3             | 43,8             | 46,2             | 85,7             | 7,0              | 0,7              | 0,0              | 1,0              | 13,3             | Не участвовал  | Не участвовал  | Не участвовал  | Не участвовал  | Не участвовал  | Не участвовал  | Не участвовал  | Не участвовал  | Не участвовал  | Не участвовал  | Не участвовал  |
| Наведите курсор мыши на аббревиатуры в заголовке таблицы, чтобы прочесть их расшифровку. |              |                  |                  |                  |                  |                  |                  |                  |                  |                  |                  |                  |                |                |                |                |                |                |                |                |                |                |                |

## Достижения
- Чемпион Италии: 2004
- Обладатель Суперкубка Италии: 2004
- Бронзовый призёр чемпионата Европы среди юношей до 18 лет: 2005
- Самый ценный игрок чемпионата Италии: 2013
- Лучший молодой игрок чемпионата Италии: 2009